# 人間噂八百
『人間噂八百』（にんげんうわさはっぴゃく）は、足立淳による漫画。
2007年1月16日に創刊した無料漫画雑誌「コミック・ガンボ」（デジマ発行）に週刊連載（全46話）していたが、同誌が同年12月11日発行の第48号を最後に休刊したことにより未完に終わった。
連載時の話数の単位は「ガセのn」。
同誌で唯一、週刊ペースで休まず続いていた連載漫画。
2008年5月23日に休刊による本誌未収録分5話を含めた単行本が、産経新聞出版より発売された。

## 概要
毎回、『人間…　それは野に咲く彼岸花』と語り始めて、色々な有名人の様々な噂・裏話を、4コマ形式で紹介していく漫画。

## 登場人物
- 彩野華羅（さいの かわら）
本作の語り部的存在の女性。黒髪・長髪・おかっぱ頭で常に和装。作中で語られる場面の遭遇談も語っていることで中野にツッコミを入れられている。
- 中野（なかの）
アシスタントの女性。ショートカット。元は作者の同人誌の登場人物であった。初期の回では、彩野の和装に対しチャイナドレス姿だった。

## 紹介されている人物
連載分は1-46、47-51は単行本のみ掲載、52-は作者のサイトに掲載
1. 丹波哲郎
2. 長島茂雄
3. ジャイアント馬場
4. 谷村新司
5. 徳大寺有恒
6. 落合博満
7. 宇多田ヒカル
8. 大島渚
9. 青島幸男
10. 中森明菜
11. 新庄剛志
12. 輪島大士
13. 広末涼子
14. 手塚治虫
15. 大橋巨泉
16. デーモン小暮閣下
17. 高田純次
18. 井上陽水
19. 江川卓
20. 斉藤由貴
21. 佐野史郎
22. 黒柳徹子
23. 掛布雅之
24. 影山ヒロノブ
25. 森本レオ
26. 中川翔子
27. 坂本龍一
28. 菊池桃子
29. 稲川淳二
30. 江戸川乱歩
31. コロッケ
32. 伊武雅刀
33. 中島みゆき
34. 小松政夫
35. 田原俊彦
36. 大林宣彦
37. 松本伊代
38. 阿久悠
39. 高見沢俊彦
40. 日髙のり子
41. 大槻ケンヂ
42. 萩原流行
43. ルー大柴
44. 吉幾三
45. 横溝正史
46. 大友康平
47. 笑福亭鶴光
48. 水谷豊
49. 和田アキ子
50. 三谷幸喜
51. 南野陽子
52. 遠藤賢司
53. 堺正章
54. Perfume